# Nikolaos Dosis
Nikolaos Dosis, född 25 januari 2001, är en svensk fotbollsspelare som spelar för Olympiakos Nicosia.

## Karriär

### Klubblagskarriär
Nikolaos Dosis moderklubb är AIK. Under en kort sejour i FC Djursholm tränades Dosis av Amir Azrafshan. När Azrafshan under sommaren 2020 blev ny tränare i Östersunds FK tog han med sig Dosis till den nya klubben, då han i augusti 2020 skrev på ett två och ett halvt år långt kontrakt med ÖFK. En dryg månad senare, den 20 september 2020, fick Dosis debutera i Allsvenskan via ett inhopp i 1-1-matchen mot Djurgårdens IF.
Den 21 augusti 2022 värvades Dosis av cypriotiska Olympiakos Nicosia.

### Landslagskarriär
Nikolaos Dosis kan representera både Sverige och Grekland. Han har också gjort ungdomslandskamper för bägge länderna.

## Statistik
| Klubb              | Säsong             | Liga                   | Liga    | Liga | Nationell cup | Nationell cup | Totalt  | Totalt |
| Klubb              | Säsong             | Division               | Matcher | Mål  | Matcher       | Mål           | Matcher | Mål    |
| ------------------ | ------------------ | ---------------------- | ------- | ---- | ------------- | ------------- | ------- | ------ |
| Östersunds FK      | 2020               | Allsvenskan            | 8       | 0    | 1             | 0             | 9       | 0      |
| Östersunds FK      | 2021               | Allsvenskan            | 25      | 0    | 1             | 0             | 26      | 0      |
| Östersunds FK      | 2022               | Superettan             | 9       | 1    | 0             | 0             | 9       | 1      |
| Östersunds FK      | Totalt             | Totalt                 | 42      | 1    | 2             | 0             | 44      | 1      |
| Olympiakos Nicosia | 2022/2023          | Cyperns förstadivision | 19      | 1    | 2             | 0             | 21      | 1      |
| Totalt i karriären | Totalt i karriären | Totalt i karriären     | 61      | 2    | 4             | 0             | 65      | 2      |